# Biest
Biest war eine deutsche Heavy-Metal-Band, die ihre größten Erfolge Ende der 1980er Jahre in der DDR hatte.

## Geschichte
1980 gründete der Gitarrist und Sänger Norbert Klempo Bode (* 18. Januar 1951 in Sülldorf bei Magdeburg) in Jüterbog seine erste eigene Band. Das Unternehmen Frostschutz war eine regional bekannte Bluesrock-Band.
Die Gründungsbesetzung bestand aus Frank Lawrenz (Gitarre), Norbert Klempo Bode (Gitarre, Gesang), Hartmut Rosenhahn (Bass) und Wolfgang Schröder (Schlagzeug).
Diese Amateurband hatte ein hohes musikalisches Niveau. Ihr Repertoire bestand vorwiegend aus Eigenkompositionen. Dennoch beklagte sie zunehmend mangelnde Resonanz beim Publikum. Die „Blütezeit“ des Blues in der DDR war vorbei. Punk und Hard Rock waren an seine Stelle getreten. Als sich Mitte der 1980er Jahre eine junge Heavy-Metal-Szene mit Bands wie Moshquito, Panther, Pent, Merlin, Feuerstein und Cobra zu etablieren begann, war das auch der Ansporn für Bode nach neuen Wegen zu suchen.
Bode, der schon des längeren die Absicht besaß sich nur auf den Gesang zu konzentrieren, holte im Frühjahr 1985 den Gitarristen Uwe Klotz von Kiowa aus Ludwigsfelde in die Band. Nach einem halben Jahr intensiver Probenarbeit präsentierte man sich am 30. Juni 1985 der Öffentlichkeit unter dem Namen „Biest“ als Metal-Band. Das erste Konzert fand jedoch erst am 8. November 1985 in Hohen Neuendorf statt. Obwohl nur mäßig besucht, wurde es ein voller Erfolg. Bereits die erste Rundfunkproduktion Metal landete Anfang 1986 auf Anhieb auf Platz 1 in der Wertungssendung „Beatkiste“, hielt sich wochenlang und verschaffte der Band landesweit ein breites Publikum. Im März 1986 wurde Biest als „Amateurband der Sonderklasse“ eingestuft und erhielt bereits im Februar 1987 die Einstufung in die „Sonderstufe“. Im gleichen Jahr erhielt die Band die Auszeichnung „Hervorragendes Volkskunstkollektiv“. Weitere Preise folgten.
Ende 1986 hatte Schröder die Band verlassen. Für ihn kam Ralf Wiese Wiesenack. Inzwischen waren weitere Studioproduktionen wie Motortraum, Manne, Grab im Moor, Hard Feeling und Crash Trash entstanden. Motortraum schaffte es 1988 auf Platz 37 und Grab im Moor erreichte 1989 Platz 30 der Jahreshitliste.
Ende 1988 erhielt Biest Profistatus. Die bereits 1987 aufgenommene Amiga-Quartett-Single Crash Trash erschien erst im Oktober 1989. Eine für 1989 geplante Produktion einer Langspielplatte beim DDR-Label Amiga kam durch die Wende nicht mehr zustande.
Wie für viele ostdeutsche Bands bedeutete diese auch für Biest ein Ende ihrer erfolgreichen Karriere. Das schwindende Interesse des Publikums und ein nicht mehr vorhandenes Interesse der Medien führten zu finanziellen Problemen. 1991 versuchte die Band, die sich inzwischen am Speed Metal und Thrash Metal orientierte, mit einer 5-Track-Demo Only Tears einen Neubeginn. Inzwischen hatte Mario Bessin den zweiten Gitarristen Frank Lawrenz ersetzt. Der erhoffte Plattenvertrag kam jedoch nicht zustande. 1992 nahm die Band an einem europäischen Rockausscheid in Österreich teil und belegte unter 185 Teilnehmern den 10. Platz. Als Uwe Klotz die Band verließ, vollzog Biest mit dem Keyboarder Jürgen Phieler erneut einen Stilwechsel hin zum Hard’n Heavy. Nachdem 1998 nochmals eine Demo-CD Der Zocker aufgenommen und danach am Keyboard Phieler durch Volker Hiebsch und am Schlagzeug Wiesenack durch Matthias Götze ersetzt wurden, kam es 2000, auf Grund anhaltender Spannungen innerhalb der Band zu ihrer Auflösung. Rosenhahn und Bessin gingen zu den Black Sparks, Wiesenack wechselte zu Enjoy und Bode arbeitete später mit Mario Le Mole und anderen Ost-Musikern am Projekt Pandea mit.

## Diskografie
- 1989: Crash Trash (EP)
- 1998: Der Zocker (Demo-CD)